# Kevin Hearne
Kevin Hearne (ur. 1970) – amerykański pisarz fantasy. 
Urodził się i mieszka w Arizonie, pracuje jako nauczyciel języka angielskiego w szkole średniej. 

## Twórczość

### Kroniki żelaznego druida
- Na psa urok (Hounded, Poznań 2011, tłum. pol. Maria Smulewska ISBN 978-83-7510-496-7)
- Raz wiedźmie śmierć (Hexed, Poznań 2011, tłum. pol. Maria Smulewska, ISBN 978-83-7510-497-4)
- Między młotem a piorunem (Hammered, Poznań 2011, tłum. pol. Maria Smulewska, ISBN 978-83-7510-498-1)
- Zbrodnia i kojot (Tricked, Poznań 2012, tłum. pol. Maria Smulewska, ISBN 978-83-7510-941-2)
- Kijem i mieczem (Trapped, Poznań 2013, tłum. pol. Maria Smulewska, ISBN 978-83-7818-407-2)
- Kronika wykrakanej śmierci (Hunted, Poznań 2014, tłum. pol. Maria Smulewska, ISBN 978-83-7818-516-1)
- Nóż w lodzie (Shattered, Poznań 2015, tłum. pol. Maria Smulewska, ISBN 978-83-7818-673-1)
- Kołek na dachu (Staked, Poznań 2016, tłum. pol. Maria Smulewska, ISBN 978-83-8062-000-1)
- Rozdziobią nas Loki, wrony (Scourged, Poznań 2018, tłum. pol. Maria Smulewska, ISBN 978-83-8062-508-2)
- Tarcza Gai (Iron Druid Short Stories Collection, Poznań 2016, tłum. pol. Maria Smulewska, ISBN 978-83-8062-001-8)

### Siedem kenningów
- Plaga olbrzymów (A Plague of Giants, 2017, tłum. pol. Maria Smulewska)